# Internationale luchthaven Toronto Pearson
Toronto Pearson International Airport, gelegen in Mississauga, Ontario, ten westen van Toronto, is Canada's drukste luchthaven. De luchthaven bedient het Greater Toronto Area (GTA) en is de primaire hub voor Air Canada.
De luchthaven is vernoemd naar de voormalige Canadese premier Lester Pearson. Toronto Pearson heeft drie terminals, onderling verbonden met buspendels. Vluchten naar de Verenigde Staten worden afgehandeld op een apart douanegebied, door Amerikaanse ambtenaren.
In 2019 maakten 50,5 miljoen passagiers gebruik van de luchthaven en in 2020 was dit gedaald naar 13,3 miljoen als een gevolg van de coronapandemie. In 2020 werd bijna 289.000 ton vracht behandeld.

## Trivia
Het instrumentale nummer YYZ van Rush is naar deze luchthaven vernoemd. Het nummer begint met het ritme van de morse-codes voor Y, Y en Z.